# Crab Game
Crab Game es un videojuego gratuito desarrollado y publicado por el desarrollador independiente noruego Daniel Sooman, también conocido como Dani. El juego fue lanzado inicialmente para Linux y macOS en Itch.io y para Windows en Steam el 29 de octubre de 2021. Las ediciones para Linux y macOS se lanzaron posteriormente en Steam el 16 de noviembre. Basado en la serie de Netflix Squid Game, los jugadores compiten entre sí en minijuegos para ser el último con vida.

## Jugabilidad
Crab Game es un juego de socialización competitivo en primera persona en el cual los jugadores compiten en varios minijuegos basados en juegos de la infancia. El jugador debe evitar morir para ser el último con vida para ganar un premio en efectivo. Sin embargo, el juego termina si no queda nadie. Los jugadores pueden atacar a otros con varios elementos, competir en varios mapas y modos de juego y comunicarse entre sí a través del chat de proximidad. Los jugadores también pueden crear servidores con hasta 40 jugadores o unirse a los existentes. Si bien el juego inicialmente presentaba principalmente minijuegos inspirados en Squid Game, una serie de actualizaciones de contenido han ampliado el juego para tener una variedad de modos de juego y mapas exclusivos de Crab Game, sin una conexión discernible con la serie.

## Desarrollador
Daniel William Sooman (nacido el 15 de junio de 1997), conocido en línea como Dani, es un YouTuber noruego cómico y desarrollador de juegos independientes. Es el desarrollador de Crab Game. También desarrolló el juego de mundo abierto Muck y continúa desarrollando el juego Karlson 3D.

### Carrera
Dani comenzó a hacer videos de programación y desarrollo de juegos independientes en 2018.
A fines del 2019, Sooman comenzó a desarrollar Karlson 3D impulsado por los comentarios que lo desafiaban a hacerlo. Dani continuó creando videos registrando el desarrollo de Karlson 3D, obteniendo sus primeros seguidores en YouTube.
A finales de 2020, durante la popularización de los juegos Fall Guys y Among Us, Sooman se desafió a sí mismo a recrear los juegos virales en el lapso de una semana. Los juegos no se lanzaron al público en general, pero se pusieron a disposición de los streamers de Twitch y YouTubers. Tras el lanzamiento de su video sobre la recreación de Among Us en 3D, apareció jugando este juego junto con muchos otros YouTubers famosos como MrBeast, Dream y Jacksepticeye.
En junio de 2021, en respuesta a un comentario de YouTube que afirmaba, de manera similar al comentario que inició Karlson, que no era capaz de hacer un juego de supervivencia y de mundo abierto, Sooman decidió crear un juego de mundo abierto simplista al estilo de Minecraft titulado Muck. El juego fue lanzado en la plataforma de videojuegos Steam.
En octubre de 2021, Sooman lanzó Crab Game.
En abril de 2022, Sooman publicó un video en su segundo canal de YouTube, Dani2, donde habla sobre cómo la creciente presión y las expectativas sobre Karlson le han provocado agotamiento, aunque le aseguró a su audiencia que terminaría con Karlson algún día.

## Desarrollo y lanzamiento
Crab Game se creó inicialmente en respuesta a la popularidad de Squid Game y se le nombró así para evitar una carta de cese y desista de Netflix. Desarrollado en alrededor de dos semanas, Crab Game se lanzó en Steam para Windows el 29 de octubre de 2021. El juego se lanzó en Itch.io para macOS y Linux, ya que Dani no estaba seguro de su estabilidad debido a que no podía probarlos; dichas versiones se lanzaron más tarde en Steam el 16 de noviembre. Desde su lanzamiento, Crab Game ha estado recibiendo actualizaciones de contenido que consisten en nuevos mapas, más juegos y una mejor optimización tanto para computadoras más lentas como para velocidades de Internet.

### Ataques DDoS
El 2 de noviembre de 2021, xQc, un streamer de Twitch, sufrió un ataque DDoS mientras jugaba a Crab Game, lo que le provocó la pérdida de su conexión a Internet. Otros streamers de Twitch también sufrieron ataques DDoS, como Sodapoppin y Nick Polom. El desarrollador Dani confirmó que los problemas fueron causados por el antiguo código de red de Steam que usaba el juego, que hacía públicas las direcciones IP de los jugadores; instó a los jugadores a no unirse a ningún lobby público para evitar más ataques DDoS. El problema ya se ha solucionado.

## Recepción
Crab Game fue bien recibido en su lanzamiento inicial, alcanzando un pico histórico de 283,315 jugadores en Steam y más de 211,000 espectadores en Twitch. El juego también ganó exposición rápidamente en YouTube. A principios de 2023, el juego experimentó otro pico de jugadores después de que un grupo de VTubers jugara el juego en una colaboración, alcanzando alrededor de 42,000 jugadores simultáneos.
El juego fue nominado a la categoría «Mejor con amigos» de los Steam Awards de 2021, pero perdió contra It Takes Two.